# A Raton család
A Raton család (Aventures de la famille Raton. Conte de fées - A Patkány család kalandjai. Tündérmese) Jules Verne egyetlen gyerekmeséje, amelyet 1886-ban írt. 1887. november 25-én Liège-ben olvasta fel a novellát. Nyomtatásban először 1891 januárjában jelent meg, rövidített szöveggel, az Illustrated Figaro lapban. A történetet Félicien de Myrbach 17 rajzával illusztrálták. Michel Verne 1910-ben felvette a Hier et demain (Tegnap és holnap) novellagyűjteménybe. Az ebben megjelent novellát Michel Verne némileg átdolgozta, ekkor kapta a ma használatos címét: A Raton család (La Famille Raton).

## Tartalom
„Minden élőlény a lélek vándorlásának van kitéve, és különféle állati szakaszokon kell átmenniük, mielőtt emberré válnának. A jó tündérek segítenek nekik, míg a gonosz varázslók megpróbálják megfordítani ezt a folyamatot. A patkány Raton családra is ez a kihívás vár."
|  | Alább a cselekmény részletei következnek! |

A történet a tündérek és a mágusok ősi napjaiban játszódik, amikor az állatok még mind úgy beszéltek, mint az emberek, és amikor minden élőlénynek fel kellett lépdelnie az evolúciós létra minden grádicsán, mielőtt az utolsóhoz érve csatlakozott az emberekhez. Egy ilyen lény puhatestűként született, majd hal lett, aztán madár, négylábú, végül férfi vagy nő. De megeshet, hogy egy gonosz varázsló a varázslataival beavatkozott ebbe a folyamatba, és megfordította azt.
Így volt ez a patkány Raton családdal is, amelynek tagjai Raton, az apa, Ratonne, az anya, Ratine, a lány és Raté, az unokatestvér. A jóképű Kissador herceg beleszeretett Ratine-be. Hogy elragadhassa Ratine-ét, Kissador a gonosz varázsló, Gardafur segítségét veszi igénybe, aki az egész családot kagylóvá változtatja. A jó tündér Firmenta segítségével azonban végül minden jóra fordul. A kagylók emberi lényekké válnak, kivéve Raton-t, akinek patkánynak kellett maradnia, mert köszvényben szenved és nem tud átalakulni, ami nem zavarja túlságosan, mert filozófus. Raton megvette a herceg címet a Ratine kagylójában talált igazgyöngyért, Ratin elvette szerelmét, Ratine-t. És a gonosz Gardafur tévedésből Kissidur herceget csúnya csimpánzzá tette, a csimpánz megfojtotta a varázslót.
|  | Itt a vége a cselekmény részletezésének! |

## Fejezetek
A mese tizenhét számozott, cím nélküli fejezetből áll.

## Értékelés
A mese a Jules Verne által ismert kalandregények, valamint a mesék és állatmesék műfajainak keveréke, ugyanakkor ezek paródiája is egyben. Ez egy olyan mese, amely nem veszi komolyan önmagát, de több szinten értelmezhető és olvasható. Vígjátékvonala elsősorban a szójátékokból és a Raton család tagjainak olyan állatfajokká történő átalakulásából fakad, melyek karakterei megegyeznek az adott családtagokéval. A mese számos önéletrajzi utalást tartalmaz Jules Verne-től. Ennek oka valószínűleg az, hogy Verne ezt a mesét idős korában és mély depressziója idején írta, egyfajta mérlegként. Az embertelen, köszvényes és filozófus Raton apában ábrázolja magát.

## Szereplők
- Raton, az apa
- Ratonne, az anya
- Ratine, a lányuk
- Raté, a lányuk unokatestvére
- Rata, a Raton család szakácsa
- Ratane, a Raton család szobalánya
- Ratin, aki szerelmes Ratine-be
- Firmenta, jó tündér
- Kissador herceg, aki szerelmes Ratine-be
- Gardafour, gonosz varázsló

## A köszvényes patkányhoz
Az akkori egyik legszebb városban, a város legszebb házában egy tündérlány élt, Firmentának hívták. - írja Verne egyetlen meséjében. De vajon melyik város érdemli meg Verne dicséretét? Jó pár évig nem szívesen gondolt szülővárosára, Nantes-ra, de élete egyre szentimentálisabb szakaszában szívesen emlékezett vissza a városra.
Amikor a Verne család 1829-ben a Quai Jean Bart 2. szám alatti lakásba költözött, a közvetlen szomszédságban volt egy üzlet, mindössze két háztömbnyire, amelynek neve Au Rat goutteux (A köszvényes patkányhoz) volt. A ház elején, közvetlenül az épület bejárata felett, egy tábla díszítette az épületet, rajta patkányokkal. Három patkány figyelte a negyediket, amelyik mankóval evezett el egy csónakban. Ők az akkori szövetkereskedő, Oscar Chabas védjegyei voltak, ahogy a mesében Raton: "Ő volt az egyetlen, aki köszvényes lett és mankóval járt, ha a köszvény nem tartotta vissza a nagy karosszékében."
Verne emlékezett erre a boltra, amikor mesét írt. A XIX. században a szövetkereskedő textil- és rövidáru-kereskedővé vált, aki ágyneművel és fehérneművel is kereskedett. Később a kínálatot papíripari cikkekkel, festményekkel és nyomtatott anyagokkal bővítették. Az Au Rat goutteux eredetmegjelöléssel ellátott művészeti és giccses kártyák még ma is keringenek a gyűjtők között.

## Magyar kiadások
- Martín Paz és más elbeszélések, fordítók: Zigány Árpád és Majtényi Zoltán, Unikornis, 2002, ISBN 9789634274469. A kötetben szereplő novellák: A szultán unokái, A gyémántos Medzsidje-rend, A Raton család, Hogyan tölti egy amerikai újságíró egy napját 2889-ben? és Martin Paz.